# Ligne 11 du tramway de Bâle
Pour les articles homonymes, voir E11.
La ligne 11 du tramway de Bâle et son express E11 est l'une des lignes du tramway de Bâle.

## Histoire
La ligne a été ouverte en 1907 à partir de la ligne ferroviaire Bâle-Aesch. La ligne appartenait à la société Bahnstrecke Basel-Aesch (TBA). De Ruchfeld à Aeschenplatz, la ligne partageait les voies avec le Birseckbahn. La ligne était alors exploitée par la BVB.
En 1974, la TBA a fusionné avec le Birseckbahn, le Birsigthalbahn et le Basellandschaftliche Ueberlandbahn pour devenir Baselland Transport (BLT). Cependant, la ligne était encore exploitée par les BVB.
Depuis 1994, elle est exploitée par le BLT et le BVB a transféré sa section Schifflände à St-Louis Grenze au BLT. Avec l'expansion de l'agglomération bâloise, cette ligne de tram est aujourd'hui en grande partie urbaine.
Depuis le 14 octobre 2002, la ligne 11 est renforcée par la ligne E11 aux heures de pointe du matin et du soir. Le terminus de cette ligne se fait à Reinach Süd via Theater et Heiliggeistkirche avant de revenir à Reinach Sud. Le soir, les trams circulent dans le sens inverse.

## Exploitation

### Arrêts de la ligne 11
La ligne compte 34 stations allant de St-Louis Grenze (très près de Saint-Louis) à Bâle à Aesch.

Plan de la ligne.

|  |   |  | Station               | Lat/Long                    | Commune      | Correspondances                                                 |
|  | - |  | --------------------- | --------------------------- | ------------ | --------------------------------------------------------------- |
|  | ■ |  | St-Louis Grenze       | 47° 34′ 32″ N, 7° 34′ 24″ E | Bâle         | 604                                                             |
|  | • |  | Hüningerstrasse       | 47° 34′ 23″ N, 7° 34′ 34″ E | Bâle         | 603, 604                                                        |
|  | • |  | Voltaplatz            | 47° 34′ 13″ N, 7° 34′ 42″ E | Bâle         | 1 21 603, 604                                                   |
|  | • |  | Mülhauserstrasse      | 47° 34′ 07″ N, 7° 34′ 48″ E | Bâle         |                                                                 |
|  | • |  | St. Johanns-Tor       | 47° 34′ 00″ N, 7° 34′ 54″ E | Bâle         |                                                                 |
|  | • |  | Johanniterbrücke      | 47° 33′ 51″ N, 7° 35′ 02″ E | Bâle         | 30                                                              |
|  | • |  | Universitätsspital    | 47° 33′ 43″ N, 7° 35′ 09″ E | Bâle         |                                                                 |
|  | • |  | Schifflände           | 47° 33′ 35″ N, 7° 35′ 15″ E | Bâle         | 6 8 14 15 16 17 31/38, 33, 34, 36, 603, 604                     |
|  | • |  | Marktplatz            | 47° 33′ 29″ N, 7° 35′ 15″ E | Bâle         | 6 8 14 15 16 17                                                 |
|  | • |  | Barfüsserplatz        | 47° 33′ 16″ N, 7° 35′ 21″ E | Bâle         | 3 6 8 14 15 16 17                                               |
|  | • |  | Bankverein            | 47° 33′ 12″ N, 7° 35′ 33″ E | Bâle         | 1 2 3 8 10 E11 14 15                                            |
|  | • |  | Aeschenplatz          | 47° 33′ 05″ N, 7° 35′ 42″ E | Bâle         | 3 8 10 E11 14 15 37, 80, 81                                     |
|  | • |  | Bahnhof SBB           | 47° 32′ 54″ N, 7° 35′ 25″ E | Bâle         | 1 2 8 10 30, 48/50 Gare de Bâle CFF, Gare de Bâle SNCF S1 S3 S6 |
|  | • |  | Peter Merian          | 47° 32′ 43″ N, 7° 35′ 46″ E | Bâle         | 10                                                              |
|  | • |  | Münchensteinerstrasse | 47° 32′ 35″ N, 7° 35′ 59″ E | Bâle         | 10 E11                                                          |
|  | • |  | M Parc                | 47° 32′ 20″ N, 7° 36′ 24″ E | Bâle         | 10 E11                                                          |
|  | • |  | Dreispitz             | 47° 32′ 14″ N, 7° 36′ 31″ E | Bâle         | 10 E11 36, 37, 37 Gare de Bâle-Dreispitz S3                     |
|  | • |  | Ruchfeld              | 47° 31′ 54″ N, 7° 36′ 41″ E | Münchenstein | E11                                                             |
|  | • |  | Schaulager            | 47° 31′ 42″ N, 7° 36′ 41″ E | Münchenstein | E11 60                                                          |
|  | • |  | Spengler              | 47° 31′ 32″ N, 7° 36′ 43″ E | Münchenstein | E11                                                             |
|  | • |  | Loogstrasse           | 47° 31′ 20″ N, 7° 36′ 36″ E | Münchenstein | E11                                                             |
|  | • |  | Gartenstadt           | 47° 31′ 15″ N, 7° 36′ 26″ E | Münchenstein | E11 58                                                          |
|  | • |  | Heiligholz            | 47° 30′ 59″ N, 7° 36′ 13″ E | Münchenstein | E11                                                             |
|  | • |  | Reinacherhof          | 47° 30′ 41″ N, 7° 36′ 09″ E | Reinach      | E11                                                             |
|  | • |  | Surbaum               | 47° 30′ 24″ N, 7° 36′ 08″ E | Reinach      | E11                                                             |
|  | • |  | Landhof               | 47° 30′ 05″ N, 7° 35′ 59″ E | Reinach      | E11                                                             |
|  | • |  | Lochacker             | 47° 29′ 52″ N, 7° 35′ 45″ E | Reinach      | E11                                                             |
|  | • |  | Landererstrasse       | 47° 29′ 39″ N, 7° 35′ 34″ E | Reinach      | E11 64                                                          |
|  | • |  | Reinach Dorf          | 47° 29′ 34″ N, 7° 35′ 21″ E | Reinach      | E11 62, 64                                                      |
|  | • |  | Vogesenstrasse        | 47° 29′ 18″ N, 7° 35′ 26″ E | Reinach      | E11 62                                                          |
|  | • |  | Reinach Süd           | 47° 29′ 09″ N, 7° 35′ 30″ E | Reinach      | E11                                                             |
|  | • |  | Arlesheimerstrasse    | 47° 28′ 44″ N, 7° 35′ 42″ E | Aesch        |                                                                 |
|  | • |  | Herrenweg             | 47° 28′ 25″ N, 7° 35′ 49″ E | Aesch        |                                                                 |
|  | ■ |  | Aesch                 | 47° 28′ 10″ N, 7° 35′ 49″ E | Aesch        | 65, 68                                                          |

### Arrêts de la ligne E11
La ligne compte 29 stations reliant Reinach à l'arrêt Theater à Bâle.

Plan de la ligne.

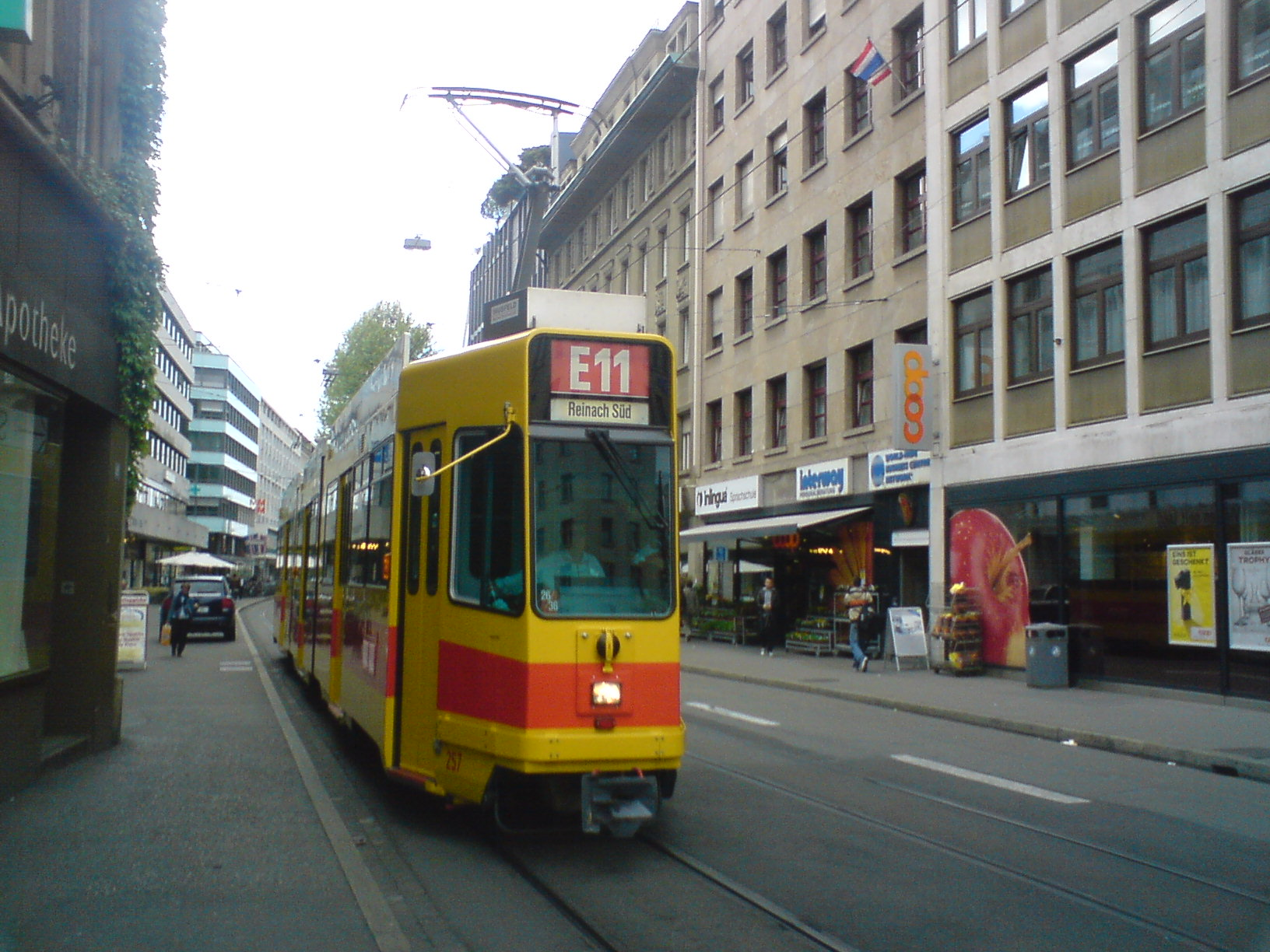
Un tram à Aeschenplatz.

|  |   |   |   |  | Station                     | Lat/Long                    | Commune      | Correspondances                                 |
|  | - | - | - |  | --------------------------- | --------------------------- | ------------ | ----------------------------------------------- |
|  |   | ■ |   |  | Theater                     | 47° 33′ 11″ N, 7° 35′ 23″ E | Bâle         | 6 10 16 17                                      |
|  | • |   |   |  | Heuwaage                    | 47° 33′ 05″ N, 7° 35′ 17″ E | Bâle         | 10 E11 16 17                                    |
|  |   |   | • |  | Bankverein                  | 47° 33′ 12″ N, 7° 35′ 33″ E | Bâle         | 1 2 3 8 10 11 14 15                             |
|  | • |   |   |  | Markthalle                  | 47° 32′ 56″ N, 7° 35′ 09″ E | Bâle         | 1 2 8 16                                        |
|  |   |   | • |  | Aeschenplatz                | 47° 33′ 05″ N, 7° 35′ 42″ E | Bâle         | 3 8 10 11 14 15 37, 80, 81                      |
|  | • |   |   |  | IWB                         | 47° 32′ 48″ N, 7° 35′ 05″ E | Bâle         | 2 16                                            |
|  |   |   | • |  | Denkmal                     | 47° 32′ 53″ N, 7° 35′ 53″ E | Bâle         | 15                                              |
|  | • |   |   |  | Bahnhofeingang Gundeldingen | 47° 32′ 44″ N, 7° 35′ 15″ E | Bâle         | 16 Gare de Bâle CFF, Gare de Bâle SNCF S1 S3 S6 |
|  |   |   | • |  | Grosspeterstrasse           | 47° 32′ 45″ N, 7° 35′ 55″ E | Bâle         | 15                                              |
|  | • |   |   |  | Solothurnerstrasse          | 47° 32′ 39″ N, 7° 35′ 27″ E | Bâle         | 16                                              |
|  | • |   |   |  | Tellplatz                   | 47° 32′ 34″ N, 7° 35′ 39″ E | Bâle         | 15 16                                           |
|  | • |   |   |  | Heiligeistkirche            | 47° 32′ 30″ N, 7° 35′ 53″ E | Bâle         | 15 16                                           |
|  |   | • |   |  | Münchensteinerstrasse       | 47° 32′ 35″ N, 7° 35′ 59″ E | Bâle         | 10 11                                           |
|  |   | • |   |  | M Parc                      | 47° 32′ 20″ N, 7° 36′ 24″ E | Bâle         | 10 11                                           |
|  |   | • |   |  | Dreispitz                   | 47° 32′ 14″ N, 7° 36′ 31″ E | Bâle         | 10 11 36, 37, 37 Gare de Bâle-Dreispitz S3      |
|  |   | • |   |  | Ruchfeld                    | 47° 31′ 54″ N, 7° 36′ 41″ E | Münchenstein | 11                                              |
|  |   | • |   |  | Schaulager                  | 47° 31′ 42″ N, 7° 36′ 41″ E | Münchenstein | 11 60                                           |
|  |   | • |   |  | Spengler                    | 47° 31′ 32″ N, 7° 36′ 43″ E | Münchenstein | 11                                              |
|  |   | • |   |  | Loogstrasse                 | 47° 31′ 20″ N, 7° 36′ 36″ E | Münchenstein | 11                                              |
|  |   | • |   |  | Gartenstadt                 | 47° 31′ 15″ N, 7° 36′ 26″ E | Münchenstein | 11 58                                           |
|  |   | • |   |  | Heiligholz                  | 47° 30′ 59″ N, 7° 36′ 13″ E | Münchenstein | 11                                              |
|  |   | • |   |  | Reinacherhof                | 47° 30′ 41″ N, 7° 36′ 09″ E | Reinach      | 11                                              |
|  |   | • |   |  | Surbaum                     | 47° 30′ 24″ N, 7° 36′ 08″ E | Reinach      | 11                                              |
|  |   | • |   |  | Landhof                     | 47° 30′ 05″ N, 7° 35′ 59″ E | Reinach      | 11                                              |
|  |   | • |   |  | Lochacker                   | 47° 29′ 52″ N, 7° 35′ 45″ E | Reinach      | 11                                              |
|  |   | • |   |  | Landererstrasse             | 47° 29′ 39″ N, 7° 35′ 34″ E | Reinach      | 11 64                                           |
|  |   | • |   |  | Reinach Dorf                | 47° 29′ 34″ N, 7° 35′ 21″ E | Reinach      | 11 62, 64                                       |
|  |   | • |   |  | Vogesenstrasse              | 47° 29′ 18″ N, 7° 35′ 26″ E | Reinach      | 11 62                                           |
|  |   | ■ |   |  | Reinach Süd                 | 47° 29′ 09″ N, 7° 35′ 30″ E | Reinach      | 11                                              |